# Rodan (potwór)
Rodan (jap. ラドン Radon) – fikcyjny, gigantyczny pterozaur z serii japońskich filmów typu kaijū wyprodukowanych przez wytwórnię Tōhō. Jeden z najsłynniejszych japońskich filmowych potworów.

## Opis

### Wygląd
Jest to gigantyczny pterozaur (zwykle pteranodon) koloru brązowego. Jego głowę zdobią dwa proste rogi, na klatce piersiowej ma ostro zakończone wypustki, zaś jego spłaszczony ogon ma kształt ptasiego ogona (z wyjątkiem Godzilla kontra Mechagodzilla II oraz Godzilla: Ostatnia wojna, gdzie był okrągły i przypominał gadzi ogon). W seriach Shōwa i Shinsei ma wyprostowaną sylwetkę i chodzi na tylnych nogach, zaś w serii Heisei i MonsterVerse ma budowę ciała zbliżoną do ptasiej.

### Wymiary
| Okres     | Wysokość (m) | Rozpiętość skrzydeł (m) | Masa (t) |
| --------- | ------------ | ----------------------- | -------- |
| 1956      | nieznana     | ok. 82                  | ok. 100  |
| 1964-1975 | 50           | 120                     | 15 000   |
| 1993      | 70           | 150                     | 16 000   |
| 2004      | 100          | 200                     | 30 000   |
| 2017      | nieznana     | nieznana                | nieznana |
| 2019      | 46,9         | 265,5                   | 39 043   |
| 2021      | nieznana     | nieznana                | nieznana |

## Historia

### Seria Shōwa
W filmie Rodan – ptak śmierci Rodan był pteranodonem ocalałym z czasów prehistorycznych, prawdopodobnie dzięki testom nuklearnym. Jajo Rodana zostało odkryte w głębokich partiach kopalni w prefekturze Nagasaki przez jej pracownika – Shigeru Kawamurę podczas ścigania Meganulonów, będących jego pożywieniem. Pierwsze doniesienie o Rodanie są klasyfikowane jako UFO, a bestia dzięki nieprawdopodobnej prędkości dotrzeżona jest nie tylko w Japonii, ale również w Chinach i na Filipinach. Gdy wyleczony z amnezji Shigeru potwierdza czym jest Rodan, ten dociera do Fukuoki równając ją z ziemią.  Niedługo potem zostaje też odkryty drugi Rodan, który jest samicą i partnerką życiową tego pierwszego. Ostatecznie Japońskim Siłom Samoobrony i naukowcom udaje się je zwabić do wulkanu Aso i zabić kontrolowanym wybuchem lawy.
Rodan jednak powrócił w filmie Ghidorah – Trójgłowy potwór, jednak nie zostało wyjaśnione, czy to jeden z dwóch potworów z poprzedniego filmu czy jeszcze inny przedstawiciel gatunku. Niespodziewanie wyłonił się z wulkanu Aso, co zostało przepowiedziane przez Prorokinię z Wenus. Wtedy spotkał Godzillę w Hakone, z którym toczył walkę. Larwa Mothry przybywająca pod górę Fudżi widząc ich bezsensowną walkę wtrąca się oblepiając ich jedwabnym pyłem. Rodan naśmiewa się z Godzilli pokrytego jedwabnym pyłem, dopóki sam nie zostaje nim pokryty, z czego śmieje Godzilla. Mothra prosi obu, by przestali walczyć i zjednoczyli się przeciw zagrażającego ziemskiemu życiu Królowi Ghidorze. Rodan odmawia i zgadza się z Godzillą, że nie ma powodu pomagać ludzi. Żąda z wzajemnością także przeprosin od Godzilli. Wobec tego Mothra decyduje się sama stanąć do walki z Ghidorą. Pod wpływem jej decyzji, Rodan pogodził się z Godzillą i wspólnymi siłami przępedzili Króla Ghidorę.
W filmie Inwazja potworów mieszkańcy Planety X – Xilieni poprosili Ziemian o „użyczenie” Godzilli i Rodana, żeby przepędziły z niej Króla Ghidorę w zamian za lekarstwo na raka. Ziemskie państwa zgodziły się na transakcję, widząc w tym okazję do pozbycia się ziemskich potworów. Na Ziemi xilieńskie spodki po zlokalizowaniu Rodana ukrytego w górze przetransportowały jego i Godzillę na Planetę X. Tam stoczyli walkę z Królem Ghidorą. Okazało się, że to była część planu Xilienów dot. podbicia Ziemi, a Rodan wraz Godzillą i Królem Ghidorą kontrolowani przez ich technologię atakują Ziemię. Po neutralizacji Xilienów wolny od kontroli Rodan stoczył zażartą bitwę z Godzillą i Królem Ghidorą, która kończy ucieczką tego ostatniego i upadkiem ziemskich potworów do oceanu.
W filmie Zniszczyć wszystkie potwory tak jak wszystkie inne ziemskie potwory, Rodan żył w specjalnie stworzonym na archipelagu Ogasawara środowisku dla potworów – Wyspie Potworów. Ich spokój na wyspie zakłócili Kilaakowie, rasa kosmitów, która planowała podbić Ziemię. W tym celu przejęli oni kontrolę nad ziemskimi potworami i wysłali je, by niszczyły ludzkie miasta. Celem Rodana była Moskwa. Wkrótce potem wspólnie z Godzillą, Mandą i Mothrą przypuścił atak na Tokio. Po zniszczeniu przez załogę Moonlight SY-3 urządzenia kontrolnego Kilaaków jest widziany przed rozpoczęciem się finałowej bitwy u stóp góry Fudżi, gdzie u boku Godzilli, Anguirusa, Gorozaura, Kumongi, Minyi i larwy Mothry stoczył zwycięską bitwę z Królem Ghidorą. Gdy inwazja Kilaaków zostaje zdławiona, Rodan wraz z innymi potworami wraca na archipelag Ogasawara, gdzie żyje w spokoju.

### Seria Heisei
W filmie Godzilla kontra Mechagodzilla II Rodan był zmutowanym przez promieniowanie radioaktywne pteranodonem żyjącym na wyspie Adonoa. Gdy japońsko-rosyjska ekspedycja próbowała zabrać gigantyczne jajo do Japonii, Rodan zaatakował jej obóz i zmusił jej członków do ucieczki. Jednak w ich zabiciu przeszkodziło mu nagłe pojawienie się na wyspie Godzilli, który również chciał przejąć jajo. Oba potwory zaczęły walczyć, dzięki czemu członkowie ekspedycji mogli odlecieć z jajem do Japonii, gdzie wykluł się z niego Godzilla Junior. Padła sugestia, że Godzilla jest pasożytem lęgowym wobec Rodana. Ten, wciąż nieprzytomny po walce z Godzillą na wyspie, po usłyszeniu pieśni telepatek przebudził się i zmienił w silniejszą bestię – Ognistego Rodana. Natychmiast zaatakował Kioto, chcąc zdobyć Juniora, którego traktował jako własne pisklę. Tam jednak zmuszony został stoczyć walkę z Mechagodzillą i statkiem powietrznym Garudą. Choć udało mu się strącić Garudę na ziemię, sam ostatecznie został powalony przez Mechagodzillę. Wiedziony wołaniem Juniora o pomoc ciężko ranny Ognisty Rodan zdecydował się przekazać całą swą energię życiową Godzilli, sparaliżowanemu po przegranej walce z Mechagodzillą, po czym sam wyparował. Dzięki temu poświęceniu zregenerowany Godzilla mógł raz jeszcze stanąć do walki z robotem, zniszczyć go i zjednoczyć się z Juniorem.

### Seria Millenium
Rodan wystąpił w filmie Godzilla: Ostatnia wojna jako jeden z potworów atakujących cały świat. Celem Rodana był Nowy Jork. Był pierwszym potworem atakującym miasta. Siły Obrony Ziemi (oryg. Earth Defense Force) wysłały tam jeden swój latający okręt Rumbling, jednak Rodan uciekał przed ich artylerią. Gdy miał zaatakować od tyłu Rumblinga nagle został teleportowany, co spotkało też inne potwory. Za teleportacją stali kosmici zwani Xilieniami, chcący ocalić Ziemian. Jednak okazało się, że to Xilieni stali za atakami potworów jako część planów podbicia Ziemi. Rodan przy wsparciu xilieńskich statków kontynuował destrukcję Nowego Jorku i zniszczył Rumbling. Doktor Miyuki Otonashi wykazała, że Anguirus i inne potwory mają w sobie zasadę M (jap. M塩基 M Enki; ang. M-Base), dzięki czemu Xilieni mogą je kontrolować. W odpowiedzi Siły Obrony Ziemi (oryg. Earth Defense Force) wypuściły z Obszaru G (oryg. Area G) Godzillę, gdyż ten jest pozbawiony zasady M i może stanowić największą obronę Ziemi. Dowódca Xilienów rozkazał teleportowanie Rodana wraz z Anguirusem i Kingiem Caesarem u podnóża góry Fudżi, gdzie ścierają się z przybyłym Godzillą. Trzy potwory przegrały jednak walkę z olbrzymim jaszczurem, jednak w przeciwieństwie do innych potworów zostały przez niego oszczędzone.

### Godzilla: Planeta potworów
Rodan objawił się światu w listopadzie 2005 roku i zaatakował wspólnie z Anguirusem Pekin, powodując śmierć 8,2 miliona osób. Oba potwory zostały zabite przez chińską broń biologiczną – Hedorę, która pozostawiła ich szkielety pozostawione wśród zniszczonych budynków.

### MonsterVerse
Rodan był potworem żyjącym od czasów prehistorycznych, co dokumentowały wczesne rysunki naskalne i tak jak inni Tytani był traktowały jako bóstwo. Według Monarchu najwięcej doniesień o nim udokumentowano w regionach wulkanicznych i nadawano mu przydomki związane z ogniem. Nazwa naukowa nadana przez Monarch brzmi Titanus rodan. Brzegi skrzydeł i ogona pokrywała wytwarzająca się magma.
W filmie Godzilla II: Król potworów został wybudzony przez Emmę Russell z Krateru 56 (oryg. Outpost 56) zlokalizowanym w Isla de Mara w Meksyku. Rodan wyłonił z wybuchającego wulkanu, gdzie rozpoczął destrukcję Isla de Mara. Chcąc zmniejszyć zniszczenia, Monarch wysłał odrzutowce przeciw Rodanowi, który z łatwością je zniszczył i pożarł kilku pilotów. W tym samym czasie zespół naukowy Monarchu odkrywa, że głos Rodana przyciąga nadciągającego Ghidorę. Po zwabieniu Rodana do Ghidory, oba potwory stoczyły pojedynek przegrany przez Rodana. Gdy Ghidora staje się władcą wszystkich Tytanów, Rodan z własnej woli stał się jego najwierniejszym sługą. Oba potwory po zniszczeniu Waszyngtonu przybyły do Bostonu, gdzie Rodan walczył zaciekle z Mothrą. Gdy miał ją zabić na szczycie wieżowca, Mothra dźgnęła go żądłem powodując u niego paraliż i spadek z wysokości. Po zabiciu Ghidory przez Godzillę okazuje się, że Rodan przeżył i tak jak reszta przybyłych Tytanów złożył hołd Godzilli jako nowemu szczytowemu drapieżnikowi. Po tych wydarzeniach osiada się na wulkanie w Fidżi.
Michael Dougherty porównał Rodana do rozbójnika, który układa sojusze pod swoją korzyść, a jego skuteczność działania do bomby atomowej.

### Godzilla: Singular Point
W zamierzchłych czasach Rodany były stadnymi stworzeniami żyjącymi w symbiozie z Godzillą i m.in. dały początek legendom o Tengu. Były dwa typy Rodanów – jeden o jaskrawoczerwono-niebieskiej barwie z pojedynczym grzebieniem i długim ogonem oraz mniejszy brązowoszary z podwójnym grzebieniem i krótkim ogonem. Reagują na fale elektromagnetyczne. W 2030 roku rój Rodanów został zbudzony poprzez odkrycie tajemnego pokoju w opuszczonym domu Michiyukiego Ashihary, gdzie emitowana była w kółko hinduska piosenka Alapu Upala z lat 70. XX wieku z odbiornika kryształkowego. Jeden z nich zaatakował festyn w Chiba i siał zamęt. Z pomocą Yuna Arikawy i jego szefa Gorō Ōtakiego powstrzymał go Jet Jaguar. Po walce nagle zdechł i charakteryzował wysokim ciepłem. Wkrótce pojawiły kolejne martwe okazy Rodanów. Badania wykazały brak obecności genotypu oraz wysoki poziom radonu, od czego media nazwały go „Radiowave monster / Radon”. Stały się popularne i ich wizerunek sprzedawano jako gadżety. Wkrótce z czerwonego morza pojawił się kolejny typ i rój Rodanów, kierujący się w stronę Nigashio rozprowadzając pokrywający ich czerwony piach. Niedługo i one zaczęły masowo padać. Padła sugestia, że skoro wyłoniły się z wody, nadwodne środowisko było dla nich nieprzyjazne i zdychały z tego powodu. Wkrótce Yun i Haberu dostrzegli brak jednego z martwych Rodanów, sugerując zmartwychwstanie posiłkując rozważaniami na temat ciągłego ewoluowania Rodanów. Po odkryciu grupy Mand w japońskich wodach kolejne Rodany pojawiły masowo w Zachodnim Pacyfiku, a kolejnym celem był Manhattan. Japoński rząd zdecydował się zlokalizować gniazdo Rodanów. Jednak zamiast ataku na Zachodnie Wybrzeże USA nastąpił na Wschodnie i pada sugestia, że muszą istnieć dwa gniazda, gdzie drugie jest w okolicach Eurazji. W końcu Rodany uodparniają na warunki atmosferyczne i fale radiowe i atakują Europę. Towarzyszą im potem Mandy. Wkrótce w Tokio Godzilla został zaatakowany przez gigantycznego Rodana, który niedługo zginął.

## Odniesienia w kulturze popularnej

### Film
- Głos Rodana został wykorzystany się w bollywoodzkim filmie Samsonie z 1964 roku jako krzyk śmierci wielkiego jaszczura, w amerykańskim dubbingu Kairyū daikessen jako głos smoka[16], w The Milpitas Monster z 1976 roku jako głos tytułowego potwora[16], filmie telewizyjnym Curse of the Black Widow z 1977 roku jako głos płonącego pająka oraz w 3-częściowym OVA Aura Battler Dunbine: The Tale of Neo Byston Well z 1988 roku jako głos jednego z potworów[17].
- Mechaniczny ptak o imieniu Doran z Wielkiej podróży Bolka i Lolka, którego bohaterowie spotykają w japońskim studiu, jest inspirowany Rodanem. Doran jest nazywany przez japońskiego reżysera ptakiem śmierci, przydomkiem Rodana z polskiego tytułu Rodan – ptak śmierci[16].
- W Śmiertelnej poświacie podczas imprezy jeden z bywalców pod wpływem LSD uważa się za Rodana.
- W filmie Vampire Hookers policyjny detektyw wspomina Rodana wynurzającego z chińskiego morza.
- Billy z Koszmarnych opowieści w swoim pokoju ma zabawkę Rodana[16].
- W Szkole wdzięku Marilyn Hotchkiss i jej krótkometrażowego pierwowzoru jest dyskusja, kto z Godzilli, Mothry i Rodana wygrałby walkę potworów.
- W Kolorowych ptakach Juanita w swym monologu wymienia mężczyznę, którego ego „krąży wokół jak cień Rodana”.

### Telewizja
- W obu animowanych wersjach Godzilli pojawiają się potwory prawdopodobnie inspirowane Rodanem – Firebird z serialu z 1978 roku i Quetzacoatl z serialu 1998[18][19].
- Dactar, przeciwnik/sojusznik Reptara z serialu animowanego Pełzaków jest wzorowany na Rodanie[20]
- Występujący w odcinku Challenge of the Super Friends pt. Rokan: Enemy from Space latający potwór Rokan jest inspirowany Rodanem[21].
- W odcinku Mork i Mindy pt. Three the Hard Way Mork sugeruje dla dziecka imię Rodan[22].
- Rodan zostaje wspomniany w odcinku Fame pt. The Monster That Devoured Las Vegas przez reżysera podczas rozmowy z Dannym[23].
- Rodan pojawia się w odcinku Urusei Yatsura pt. Taikutsu Shindorōmu! Tomobiki Chō wa Izu ko he!? (jap. 退屈シンドローム！友引町はいずこへ!?) jako jeden z potworów z sennego wymiaru nawiedzającego rzeczywistość[24].
- Rockgiran z odcinka Machine Robo: Revenge of Cronos pt. Rokku Don tai Rokku Giran (jap. ロックドン対ロックギラン) jest wzorowany na Rodanie i posiada jego głos[25].
- W odcinku Animaniaków pt. The Warners and the Beanstalk olbrzymi Ralph będąc w Japonii spotyka Godzillę i Rodana[26].
- Fakt podobieństwa wymowy nazwiska Auguste’a Rodina i angielskiej wymowy imienia Rodana wykorzystano humorystycznie w sitcomach All-American Girl i Pomocy domowej[27][28].
- Rodan pojawia się trzykrotnie w Simpsonach. W odcinku Simpsonów pt. Lisa on Ice Lisa wyobraża negatywne konsekwencje oceny niedostatecznej z wychowania fizycznego jako siebie ściganą przez Gamerę, Rodana i Mothrę na Wyspie Potworów[29]. W odcinku pt. Thirty Minutes Over Tokyo Rodan w towarzystwie innych potworów bezskutecznie przeprowadza atak na samolot z rodziną Simpsonów na pokładzie[30]. W odcinku pt. Simpsons Tall Tales bezdomny opowiada historię o Homerze w stylu Paul Bunyana, który toczy bitwę z Rodanem[31]. Z kolei w napisach końcowych odcinka pt. Treehouse of Horror V Dan Castellaneta jest przedstawiany jako Ro-Dan Castellaneta[32].
- W odcinku Świata według Bundych pt. A Man for No Seasons Al przedstawia Joe Morganowi Peg jako Rodana[33].
- W odcinku Gdzie pachną stokrotki pt. Pie-lette młody Ned jest ubrany kostium Rodana[34].
- W odcinku Gwiezdnych wojen: Wojen klonów pt. The Zillo Beast będący hołdem dla filmów kaijū szturmowiec klon Rod ma na hełmie symbole podobne do pteranodona[35].
- W odcinku Mary Shelley’s Frankenhole pt. Maly Sherrey’s Hyralius! Mutant Monster!! parodiującym filmy kaijū japoński generał mówi, że Hyralius jest jak Godzilla, Mothra i Rodan połączeni w jedno[36].

### Muzyka
- Rodan to pseudonim artystyczny amerykańskiego rapera Doca Morreau z grup hip-hopowych KMD i Monsta Island Czars[37].
- Amerykański zespół post hardcore/math rockowy Rodan nazwał na cześć potwora[38].
- Japoński muzyk Sato Michihiro w 1989 roku album pt. Rodan nawiązujący do klasycznej japońskiej muzyki[39].
- Amerykański muzyk Xephonzilla nagrał w 2004 roku utwór pt. Rodan Vs. Gamera dla albumu Xephonzilla Vs Princess Army Wedding Combat[40].

### Gry komputerowe
- Rodan pojawia się w jednej z minigier amerykańskiej wersji gry NES Circus Caper[41].
- Rodan wystąpił w grze komputerowej Batoru Sakkā: Fīrudo no Hasha[42].

### Literatura
- W książce To tytułowy potwór przyjmuje postać Rodana z filmu Rodan – ptak śmierci[43].
- W opowiadaniu sf Miniatures Stephena Dedmana pojawia się Rodin – parodia Rodana, który po scenach destrukcji zostawia po sobie rzeźby autorstwa Auguste’a Rodina.
- W choreopoemacie For Colored Girls who Have Considered Suicide/When the Rainbow is Enuf Ntozake Shange Pani w Zieleni w swym monologu wymienia mężczyznę, którego ego „krąży wokół jak cień Rodana”[44].
- W drugim numerze komiksu Planetary nad Wyspą Zero, będącej domem dla gigantycznych potworów, przelatuje gigantyczny pterozaur podobny do Rodana[45].